# Hrabstwo Washington (Kansas)

Piramida wieku hrabstwa

Hrabstwo Washington – hrabstwo położone w USA w stanie Kansas z siedzibą w mieście Washington. Założone 20 lutego 1857 roku.

## Miasta
- Washington
- Hanover
- Clifton
- Linn
- Greenleaf
- Haddam
- Morrowville
- Barnes
- Palmer
- Mahaska
- Hollenberg

## Sąsiednie Hrabstwa
- Hrabstwo Jefferson
- Hrabstwo Gage
- Hrabstwo Marshall
- Hrabstwo Riley
- Hrabstwo Clay
- Hrabstwo Cloud
- Hrabstwo Republic
- Hrabstwo Thayer